# Folx
Folx är ett torrentprogram för Mac OS. Till skillnad mot många andra klienter så kan man, med proversionen, söka och ladda ner filer direkt från applikationen.
Basic- och proversionerna skiljer sig åt. Proversionen ger bland annat möjlighet till ovanstående funktion. Basicversionen är mer grundläggande och innehåller bara de grundläggande funktionerna som en applikation av denna typ brukar göra.